# Georg Fröba
Georg Johann Fröba (* 27. November 1896 in Bayreuth; † 27. Oktober 1944 in Frankfurt am Main) war ein deutscher Schneidermeister, Kommunalpolitiker und Widerstandskämpfer gegen das NS-Regime.

## Leben

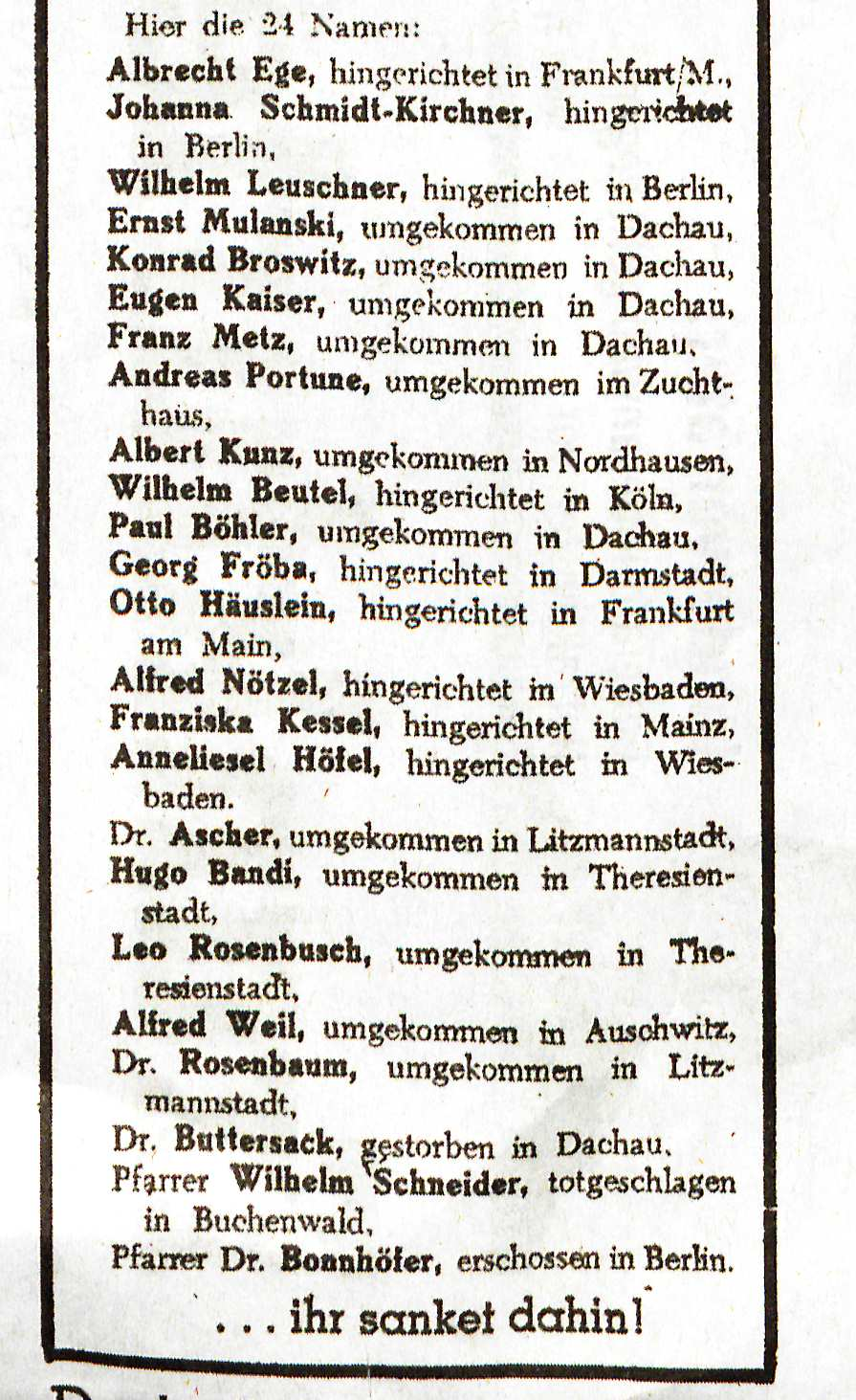
Gedenkveranstaltung in Frankfurt
Zeitungsausschnitt, FR, 1. August 1945

Fröba wurde als fünftes Kind eines Arbeiters in Bayreuth geboren. Die Familie zog bald darauf nach Darmstadt. Fröba besuchte die Volksschule, absolvierte eine Schneiderlehre und machte anschließend die Meisterprüfung. Er nahm als Soldat am Ersten Weltkrieg teil. Nach dem Krieg trat Fröba der USPD bei. Er war 1920 Mitbegründer der Darmstädter KPD-Ortsgruppe. 1924 stieg er zum Politischen Leiter des Unterbezirks Darmstadt auf. Darüber hinaus hatte er den Vorsitz der KPD Darmstadt inne und vertrat diese von 1927 bis 1933 in der Stadtverordnetenversammlung. Er leitete den Darmstädter Erwerbslosenausschuss und war Ortsvorsitzender des Deutschen Bekleidungsarbeiterverbandes.
Am 30. Januar 1933 verfasste Fröba eine Flugschrift, in der die Arbeiter in den Darmstädter Betrieben zum Generalstreik aufgefordert wurden, um den Machtantritt Hitlers in letzter Minute zu verhindern. Dieses Flugblatt sollte am Folgetag vor den Darmstädter Fabriktoren verteilt werden. Zur Durchführung arbeiteten mehrere Parteimitglieder die ganze Nacht, um genügend Flugblätter zu drucken und die Verbreitung vor den verschiedenen Werkstoren zu organisieren. Die Flugblattaktion wurde allerdings schnell durch die Polizei unterbunden.
Bereits Anfang März 1933 wurde Fröba zusammen mit anderen bekannten Gegnern des Nationalsozialismus von der SA festgesetzt, misshandelt und schließlich in das Konzentrationslager Osthofen bei Worms verschleppt. Fröba musste dort die Kleidung der anderen Häftlinge ausbessern.
Nach der Entlassung aus der „Schutzhaft“ wurde Fröba zusammen mit 46 weiteren KPD-Mitgliedern wegen „Vorbereitung eines hochverräterischen Unternehmens“ angeklagt und im Gerichtsgefängnis Frankfurt inhaftiert. Die Richter verurteilten ihn im Dezember 1933 zu zweieinhalb Jahren Gefängnis, die er in Hameln verbüßte. Nach seiner Haftentlassung 1936 war Fröba arbeitslos und musste sich zwei Mal wöchentlich bei der Polizei melden. Es gelang ihm, als Selbstständiger mit kleinen Aufträgen für seinen Bekanntenkreis ein kleines Einkommen zu erwirtschaften. In dieser Zeit baute er eine Widerstandsorganisation auf Basis von KPD-Mitgliedern im Kreis Darmstadt auf.
Während des Zweiten Weltkrieges versuchte die Gruppe, das Los der Kriegsgefangenen, die zur Zwangsarbeit in den Betrieben herangezogen worden waren, zu mildern.
Bereits 1937 wusste die Gestapo über den Aufbau und die Struktur der Widerstandsgruppe Bescheid. Allerdings dauerte es noch bis 1942, bis es gelang, konkrete Beweise gegen Fröba und seine Mitkämpfer zu sammeln. Die Organisation wurde Anfang 1943 durch die Gestapo zerschlagen. Georg Fröba wurde aufgrund einer Denunziation zusammen mit weiteren Widerständlern gefasst und in das Gestapo-Gefängnis in der Rundeturmstraße eingeliefert.
Im Mai 1944 wurde schließlich Anklage gegen Georg Fröba und fünf weitere Mitstreiter erhoben. Am 6. September tagte der 2. Senat des Volksgerichtshofs im Darmstädter Landgerichtsgebäude. Fröba wurde wegen „Vorbereitung zum Hochverrat und Feindbegünstigung“ zum Tode verurteilt. Seine Mitangeklagten Michael Weis, Hans-Otto Fillsack, Konrad Weigel und Michael Hass erhielten hohe Zuchthausstrafen. Georg Fröba wurde am 27. Oktober 1944 in der Haftanstalt Frankfurt-Preungesheim hingerichtet. Seine Leiche wurde dem Frankfurter Universitätsklinikum übergeben und vor dem Einmarsch der Amerikaner auf dem Frankfurter Hauptfriedhof eingeäschert.
Auf Antrag der KPD Darmstadt und seiner befreiten Mitstreiter der Widerstandsgruppe übergab die Frankfurter Friedhofsverwaltung 1947 eine Urne, die später auf dem Alten Friedhof Darmstadt an der Nieder-Ramstädter-Straße in einem Familiengrab (Grabstelle: IV C 282) beigesetzt wurde. Das Grab ist ein Ehrengrab.

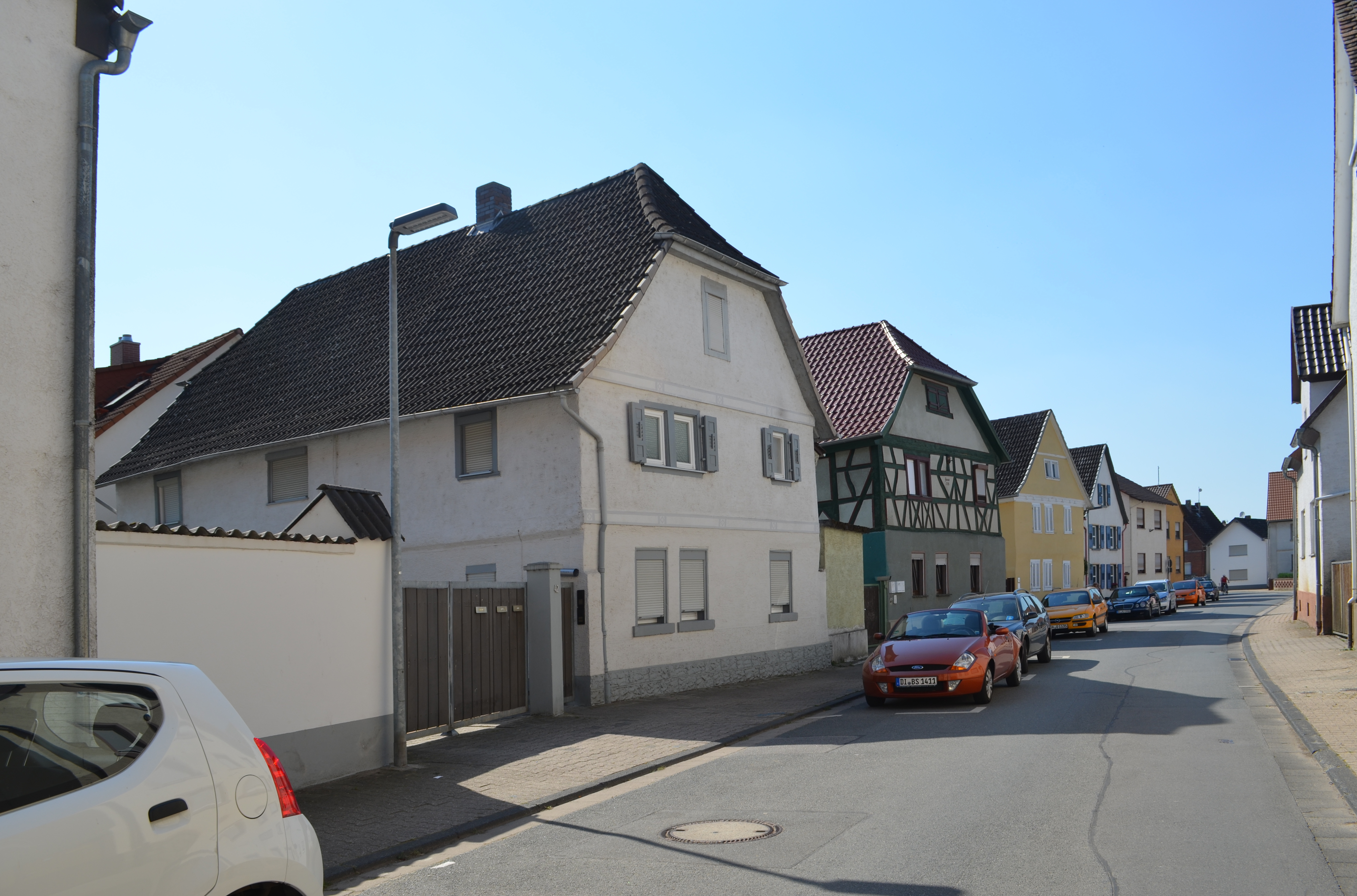
Georg-Fröba-Straße

## Ehrungen
- Bis 1960 gab es eine Fröba-Anlage in Darmstadt: Nach dem Zweiten Weltkrieg wurde die Wohnanlage an der Odenwaldbrücke (Kreuzung Spessartring/Dieburger Straße) in "Georg Fröba Anlage" benannt. Aber schon 1960 veranlasste der Darmstädter Magistrat die Umbenennung der Anlage in "August-Buxbaum-Anlage".
- 1988 wurde der Fröbaweg in der Heimstättensiedlung in Darmstadt nach ihm benannt.
- In Griesheim wurde die Georg-Fröba-Straße nach ihm benannt.
- Eine Gedenktafel in der Dieburger Straße verweist auf sein Wirken (Tafel des Darmstädter Geschichtsrundganges)
- Im März 2006 wurde in der bekannten Darmstädter Kult-Kneipe Goldene Krone ein Georg-Fröba-Zimmer eingeweiht.[1]
- Das Büro vom Kreisverband von Die LINKE, DKP und diversen anderen linken Gruppen ist nach Georg Fröba benannt.